# Мангеттен

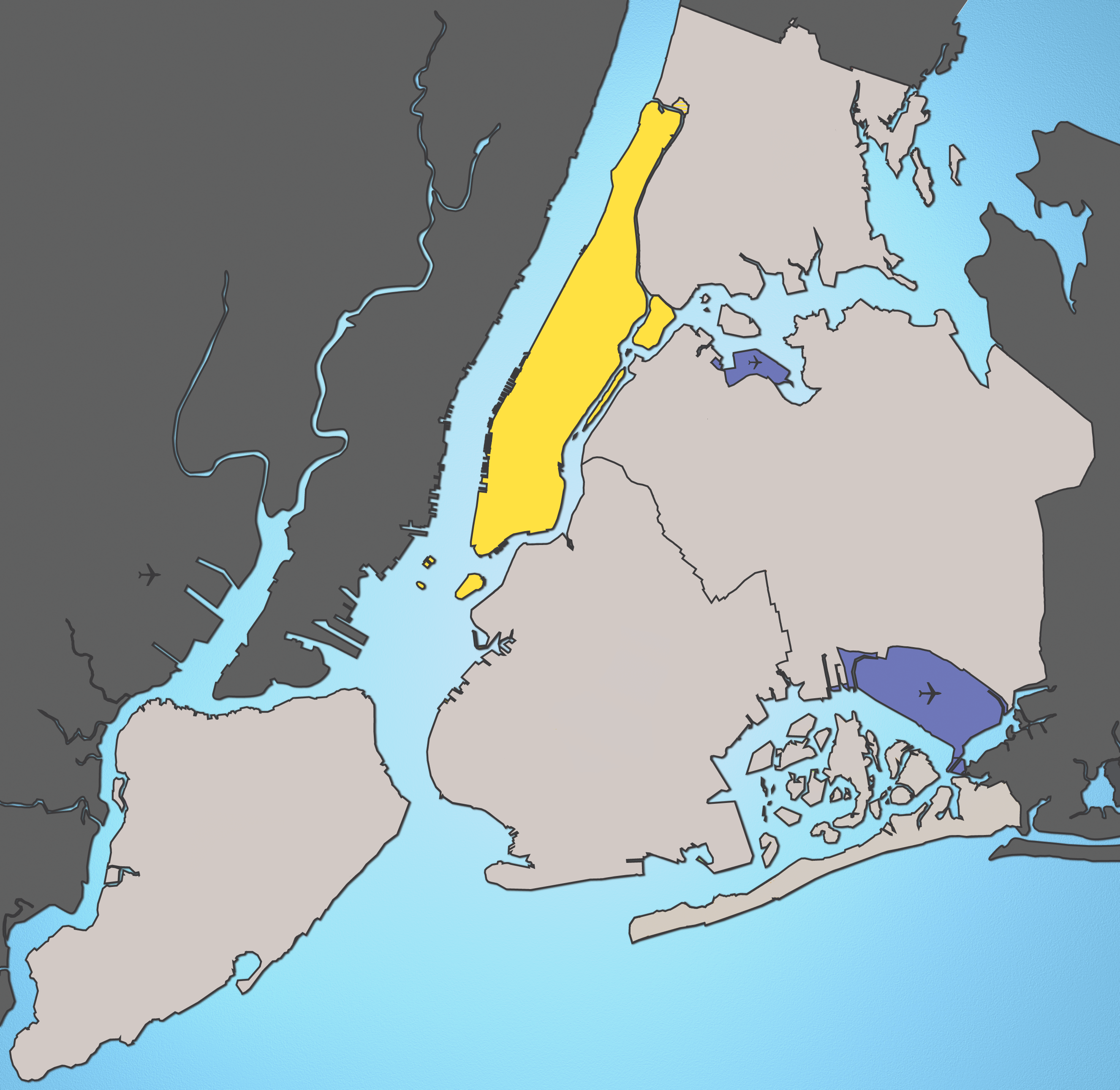
Мангеттен на мапі Нью-Йорка

Манге́ттен, також Манхе́ттен (англ. Manhattan, МФА: [mænˈhætən, mənˈhætən]) — один із п'яти міських округів (боро) у місті Нью-Йорк, штат Нью-Йорк, у США, і третій за населенням серед округів міста (у 2000-му тут мешкало 1 537 195 осіб; Бруклін мав у 2000 р. 2 465 326 і Квінз 2 229 379 осіб). У Мангеттені найвища густота населення в США. Межі Мангеттена ідентичні межам округу (графства) Нью-Йорк.
Найбільшою частиною Мангеттена є сам острів Мангеттен; проте до складу округу входять кілька менших островів і частина материка поряд із Бронксом.
Сама назва Мангеттен походить від слова Манна-гата (Manna-hata — «горбистий острів») мовою індіанців-ленапе (яку ще називають мовою «унамі» — одна з двох делаварських мов), яке 1609 року першим записав у вахтовому журналі моряк Робе́р Жуе́ (фр. Robert Juet), що подорожував яхтою Генрі Гудзона «Half Moon».
1626 року третій директор Нових Нідерландів Петер Мінейт (Peter Minuit) викупив у місцевих індіанців весь острів за речі, які коштували тоді 60 гульденів (24 долари). За оцінкою Університету штату Орегон, ця сума сьогодні еквівалентна 500—700 американським доларам. Нинішня оцінка земель острова складає орієнтовно 49 мільярдів доларів.
Мангеттен є світовим діловим і культурним центром, відомий своїми театрами, музеями, бібліотеками, діловими кварталами та університетами.
На Мангеттені розташовані найвищі хмарочоси США, серед яких Всесвітній торговий центр 1 (541 м), 432 Парк-авеню (426 м), Емпайр-стейт-білдінг, Крайслер-білдінг, Башта Банку Америки, Будинок Вулворт, Будівля Нью-Йорк Таймс, Будинок MetLife, Волл-стріт, 40, Рокфеллерський центр.

## Географія

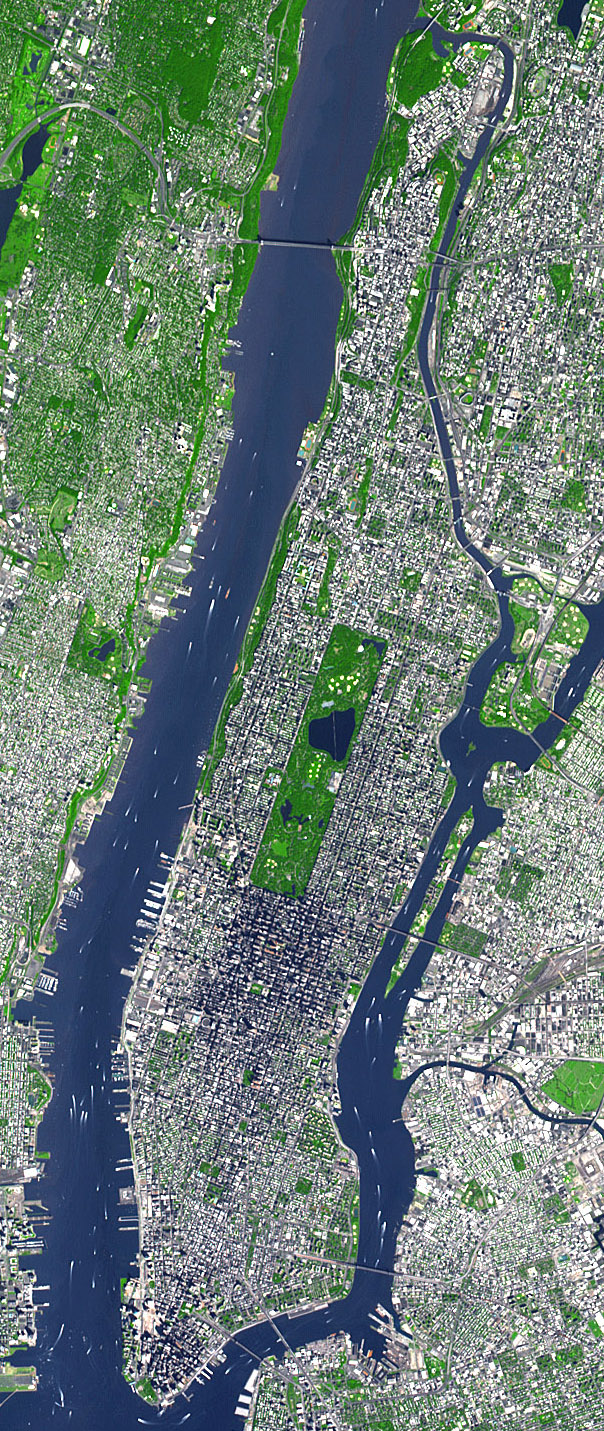
Супутникове фото Мангеттена. На заході протікає річка Гудзон, зі сходу Іст-Ривер. В центрі острова розташований Центральний парк.

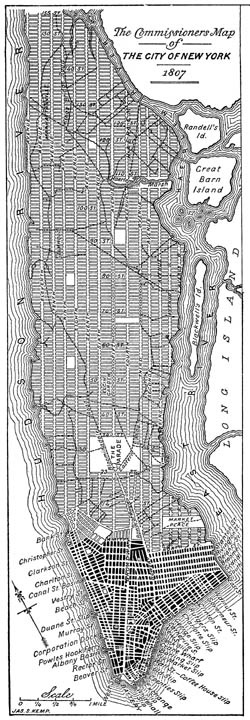
Генеральний план забудови Мангеттена (1807 рік)

Острів Мангеттен розташований поблизу впадання річки Гудзон, що омиває його з заходу, у бухту Аппер-Нью-Йорк-Бей. Від материка, на якій розташований район Бронкс, на північному сході Мангеттен відділений річкою Гарлем, від острова Лонг-Айленд на сході та південному сході — протокою Іст-Ривер.
Розміри острова Мангеттен: 21 км в довжину та 3,7 км в ширину в найширшій його частині; площа - 58,8 км².
До складу боро Мангеттен (округу Нью-Йорк), крім острова Мангеттен, входять також невеликий район на материку, Марбл-Гілл, що межує з Бронксом, та декілька невеликих островів:
- Острів Рузвельта
- Острови Рендалла та Ворда, протока між якими була засипана в 1930-ті роки
- Елліс
- острів Свободи
- Говернорс, окрім того, ще два зовсім маленьких острівці:
- Белмонт-Айленд (Belmont Island) та
- Мілл-Рок.

Боро Мангеттен має площу 87,5 км², з них суходіл займає 59,5 км², водна поверхня — 28,0 км² (32 %).
Мангеттен з'єднаний мостами і тунелями зі штатом Нью-Джерсі на заході (міста Джерсі-Сіті, Юніон-Сіті та Форт-Лі) і трьома іншими боро Нью-Йорка на сході (Бронксом на материку, Квінсом та Брукліном на острові Лонг-Айленд). З п'ятим районом, Стейтен-Айлендом, Мангеттен з'єднує безкоштовний пором через бухту Аппер-Бей (див. Стейтен-Айленд Феррі). Мешканці Мангеттена можуть потрапити на Стейтен-Айленд також через один з мостів на Бруклін, а потім через міст Верразано.

### Вуличне планування
Велика частина острова, за винятком історичної південної частини Нижнього Мангеттена (Гринвіч-Віллидж), забудована за прямокутним планом. Уздовж острова прокладено проспекти — «авеню» (англ. Avenue), а впоперек — вулиці (англ. Street).
Наслідком такого планування є цікавий феномен, що зветься «Мангеттенське сонцестояння» або «Мангеттенхендж» (англ. Manhattanhenge), за аналогією до Стоунхенджа. Це явище полягає в тому, що двічі на рік з вулиць міста можна спостерігати захід сонця за обрій (в кінці травня та на початку липня) та двічі на рік — появу сонця з-за обрію на світанку (у січні та грудні). 2006 року, наприклад, такими днями були 28 травня і 12 липня (захід), 11 січня і 2 грудня (світанок).
Більшість проспектів і вулиць мають порядкові номери, за якими легко можна визначити їхнє розташування. Головний проспект Мангеттена — П'ята авеню (Fifth Avenue) — поділяє острів на дві частини: східну і західну. Вулиці на схід від П'ятої Авеню називаються східними (англ. East — схід), наприклад - East 15th Street. Та сама вулиця, але на захід від П'ятої Авеню буде називатися західною - West 15th Street. Нумерація будинків зростає від П'ятої Авеню, так що найближчий до неї будинок на 15-ій Східній вулиці буде мати номер 1, так само й найближчий до П'ятої Авеню будинок на 15-й Західній вулиці буде мати номер 1. Нумерація вулиць зростає з півдня на північ. Така схема дозволяє легко визначити за адресою те перехрестя, на якому розташований будинок, і відстані в кварталах між двома адресами.
Іншою важливою магістраллю Мангеттена є Бродвей, який також пролягає вздовж острова, але не скрізь по прямій. Він проходить через весь острів від Батареї на півдні й до кінця міста, де переходить в шосе, що йде на північ, до канадського кордону.

### Райони й квартали

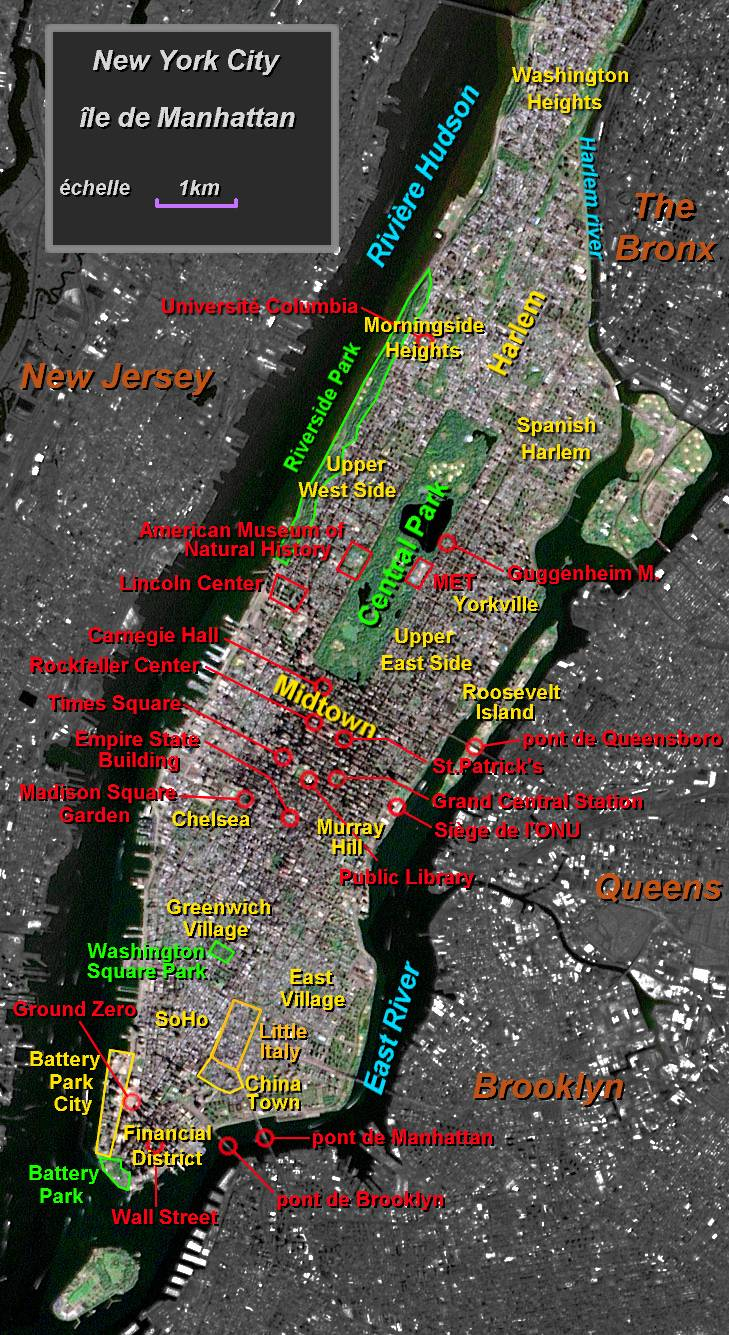
Мапа Мангеттена з позначенням історичних районів (жовтий колір), парків (зелений) та основних визначних пам'яток (червоний)

Мангеттен зазвичай умовно поділяють на три великі райони (з півдня на північ):
- Нижній Мангеттен або Даунтаун: історичний центр Нью-Йорка, розташований на півдні острова. Тут міститься Фінансовий квартал та біржа на Уолл-Стріт, а також квартали Чайна-таун та Сохо. На південному краї острова розташований найвищий хмарочос США Всесвітній торговий центр 1, збудований на місці колишнього Всесвітнього торгового центру, знищеного під час терористичного акту 11 вересня 2001 року.
- Середній Мангеттен або Мідтаун: найважливіший діловий квартал Нью-Йорка. Мідтаун розташований від 14-ї вулиці на півдні до Центрального парку на півночі. Найхарактерніша частина Мідтауна розташована на півночі, від 31-ї вулиці, а особливо від 42-ї вулиці, де стоїть Центральний вокзал Нью-Йорка, головний залізничний вокзал приміських поїздів.
- Верхній Мангеттен або Аптаун: Верхній Мангеттен охоплює квартали на захід та на схід від Центрального парку. Тут переважають житлові квартали (Верхній Іст-Сайд, Верхній Вест-Сайд, Гарлем тощо).

П'ята авеню є головною віссю Мангеттена й поділяє його на східну й західну частини.
Назви численних кварталів Мангеттена не відповідають якомусь загальному правилу. Деякі названі за географічним принципом, як Верхній Іст-Сайд, інші відображають етнічний склад кварталу (Чайна-таун), ще інші є акронімами (Трайбека від TRIangle BElow CAnal Street, Сохо від SOuth of HOuston або Ноліта від NOrth of Little ITaly).
Гарлем названий на честь міста Гаарлема в Нідерландах. Кожен квартал Мангеттена має свій особливий характер і зазвичай свою субкультуру. Так Нижній Іст-Сайд та Іст-Віллидж мають радше богемний характер. Челсі — квартал мистецького та нічного життя. У кварталі Вашингтон-Гайтс проживають переважно вихідці з Домініканської республіки. Чайна-таун, де мешкає понад 150 000 вихідців із Китаю, є найбільшою китайською громадою в Західному світі. Верхній Вест-Сайд відомий, як квартал інтелектуалів, тоді як Верхній Іст-Сайд вирізняється консервативним характером, це один з найзаможніших кварталів у США · .

### Клімат
Мангеттен розташований у зоні вологого субтропічного клімату. Завдяки острівному розташуванню Мангеттена, температура взимку в місті комфортішна, ніж у прилеглих регіонах, віддалених від берега. У рік випадає 63,5-88,9 см снігу. Весна і осінь на Мангеттені — м'які, літо досить жарке й вологе. Кількість спекотних днів з температурою 32 °C і вище — 18-25 за сезон. Клімат Мангеттена обумовлений Атлантичною мультидекадною осциляцією, 70-річним циклом зміни температури поверхні Атлантичного океану з холодної фази на теплу і навпаки. Великий вплив АМО позначається на частоті й силі ураганів у регіоні.
Влітку вечірня температура трохи підвищується (іноді на більше, ніж 4 °C) за рахунок того, що міські будівлі й дороги віддають накопичене за день тепло. Найвища температура (41 °C) була зареєстрована 9 липня 1936 року, найнижча (–26 °C) — 9 січня 1934 року.

## Історія

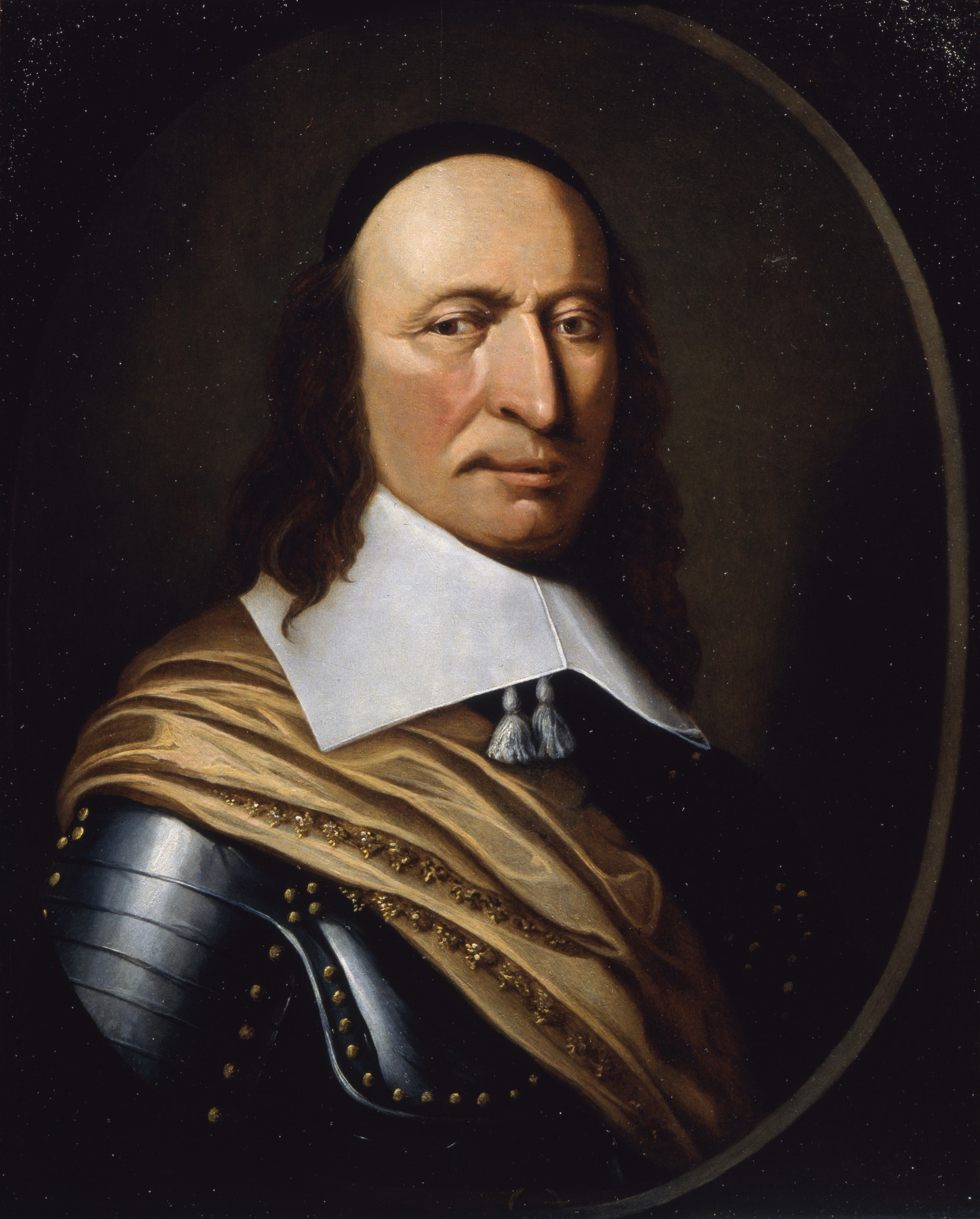
Петер Стейвесант, останній голландський губернатор. Людина, що забезпечила збереження голландських традицій свободи й толерантності в умовах англійського панування.

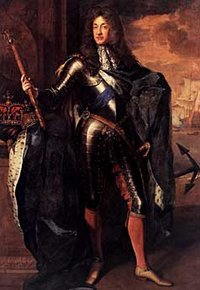
Герцог Йоркський — людина, ім'ям якої названий Нью-Йорк.

### Мангеттен до Нових Нідерландів
До приходу європейців Мангеттен та правий берег річки Гудзон населяли індіанці делавари (ленапе) з групи алгонкінів.
Існує думка, що нью-йоркська бухта була відкрита 1524 року італійським мореплавцем Джованні да Верраццано, який перебував на французькій службі, й кілька місяців потому — португальцем на іспанській службі Естебаном Гомесом. Насправді не збереглося жодних доказів цих відкриттів: розрахунків координат, записів спостережень або мап. Єдиним свідченням є розповідь про те, що моряки бачили дельту річки, яка, можливо, була Гудзоном. Кораблі не заходили в затоку, а отже не дослідили ні її, ні річку, поки 1609 року цього не зробили голландці; принаймні, наразі про це не немає жодних письмових джерел.
1602 року Генеральні штати Сполучених Провінцій (Нідерландів) заснували Об'єднану Ост-Індську Компанію, поставивши перед нею завдання знайти північно-західний шлях в Азію та приєднати до Нідерландів відкриті території. 3 вересня 1609 року англійський мореплавець Генрі Гадсон, який працював на цю компанію, підійшов на кораблі «Півмісяць» (нід. Halve Maen) до землі, на якій сьогодні розташований Нью-Йорк. Він досліджував берегову лінію, а 12 вересня 1609 року пішов вгору за течією річки, яка носить нині його ім'я — річка Гудзон. Гадсон оголосив відкриті ним землі власністю свого роботодавця.
Хоча шляхів до Азії знайдено не було, проте землі, відкриті Гадсоном, виявилися одними з найкращих в Північній Америці насамперед для хутрової торгівлі. Європейці не займалися хутряним промислом, за них це робили індіанці, у яких європейці вимінювали його на різні предмети побуту. Незабаром розвинулася й договірна торгівля, коли індіанці готували товар до прибуття конкретного купця, який, своєю чергою, виконував конкретні замовлення місцевих жителів. Поступово стали завозитися не тільки предмети безпосереднього вжитку, але й пристосування для обробки хутра на місці самими мисливцями та їх родинами. Така торгівля була вигідна обом сторонам. Для індіанця ніж або дзеркало становили велику цінність у порівнянні зі шкірами бобрів.

### Новий Амстердам під владою Сполучених Провінцій (Нідерландів)
1624 року 30 родинами переселенців з Амстердама була заснована голландська провінція Нові Нідерланди. 1625 року другий директор Нових Нідерландів, Віллем Верхюлст (нід. Willem Verhulst), заснував на острові Мангеттен місто Новий Амстердам, яке спочатку займало невелику південну частину острова. Нинішній синьо-біло-помаранчевий прапор Мангеттена походить від прапора Нідерландів XVII століття. Тоді ж голландський військовий інженер ван Лоббрехт (нід. van Lobbrecht) заклав тут фортецю.
1626 року третій директор Нових Нідерландів Петер Мінейт (нід. Peter Minuit) викупив у місцевих індіанців на території нинішнього кварталу Інвуд (англ. Inwood) весь острів за речі, що коштували тоді 60 гульденів (близько 30 доларів, на сьогоднішній рівень цін це близько 500—700 доларів). Нинішня оцінка земель острова становить орієнтовно 49 мільярдів доларів.

### Англо-нідерландські війни
1662 року, після реставрації монархії у Англії, Нідерланди уклали союз проти неї з Францією. У відповідь на це король Англії Карл II у 1664 році вирішив приєднати Нові Нідерланди до своїх володінь у Північній Америці й передав їх у дар своєму братові Джеймсу, герцогу Йоркському та Олбані, що згодом став королем Англії Яковом II. Яків отримав титул Лорда-володаря та спорядив добре озброєну експедицію з чотирьох кораблів на чолі з Річардом Ніколсом з пропозицією мешканцям провінції здатися й перейти під його владу.
Генеральний директор Петер Стейвесант та рада провінції в умовах, коли тиску Англії годі було протистояти, обумовили для мешканців Нових Нідерландів права й свободи, недоступні для їхніх сусідів з англійських володінь — Нової Англії та Вірджинії.
Закони й політичні традиції, що існували з 1624 року, були зафіксовані в Положенні про перехід під англійське управління. Так політичні та релігійні свободи збереглися тут і після встановлення 1674 року англійського панування в Нових Нідерландах, а після створення Сполучених Штатів Америки вони були оформлені як конституційна норма в Білль про Права 1791 року.
Новий Амстердам було перейменовано на Нью-Йорк, а Нові Нідерланди — на провінцію Нью-Йорк. Річард Ніколс став першим англійським губернатором нової колонії. Юридичні основи міського самоврядування Нью-Йорка беруть свій початок в 1653 році, коли їх було запроваджено в Новому Амстердамі.
Втрата Нових Нідерландів послужила приводом для ще однієї, другої англо-голландської війни 1665—1667 років, у результаті якої Голландія за умовами Бредської угоди 1667 року відмовилася від своїх претензій на Нью-Йорк й отримала натомість Нідерландську Гвіану — Суринам та острів Рун у складі архіпелагу Банда (територія сучасної Індонезії).
Менш ніж через пів року, у січні 1668 року, Голландія вступила в союз з Англією проти Франції, але вже в травні 1670 року Франція уклала таємний союз з Англією, і в березні 1673 року Англія і Франція спільно виступили проти Голландії. У серпні 1673 року голландський загін чисельністю 600 осіб під командуванням капітана Антоні Колве (нід. Anthony Colve) захопив Нью-Йорк та навколишню територію. Він назвав цю область Новий Оранж на честь Вільгельма Оранського і став її губернатором. Проте повторне голландське правління тривало недовго. 1674 року було підписано Вестмінстерський договір, за яким Нью-Йорк було повернуто Англії.

### Нью-Йорк у Війні за незалежність

Інавгурація президента Вашингтона в мангеттенському Федерал холі (1789).

Мангеттен опинився в центрі подій Війни за незалежність США. В результаті військової помилки генерала Вашингтона у липні 1776 року командувач британської армії віконт Вільям Гау зосередив війська на сусідньому Стейтен-Айленді. Вашингтон, не знаючи, куди Гау збирається спрямувати свій удар, розділив свою й без того невелику армію чисельністю 20 тисяч осіб на дві частини між Нью-Йорком та Лонг-Айлендом. А Гау, висадивши 27 серпня 1776 року 22 тисяч осіб на Лонг-Айленді, зміг захопити острів. Вашингтону вдалося вночі евакуювати залишки розбитої армії в Нью-Йорк. 15 вересня Гау висадився в Нью-Йорку й так само швидко захопив і його. Повстанці відступили на північ до Гарлемських висот, де нині розташований район Морнінгсайд-Гайтс, і наступного дня силами 2 тисяч чоловік розбили п'ятитисячну британську армію генерала Леслі (англ. Alexander Leslie). До середини листопада 1776 року низка боїв на Мангеттені закінчилася захопленням англійцями форту Вашингтон (Fort Washington), що був на місці нинішнього району Вашингтон-Гайтс. Повний контроль над усім островом Мангеттен знову перейшов до Англії.
Повсталі колоністи після цього так і не змогли захопити Мангеттен аж до самої евакуації англійських військ 1783 року. Протягом усієї Війни за незалежність Нью-Йорк залишався одним з основних осередків англійців.

### Нью-Йорк до 1898 року

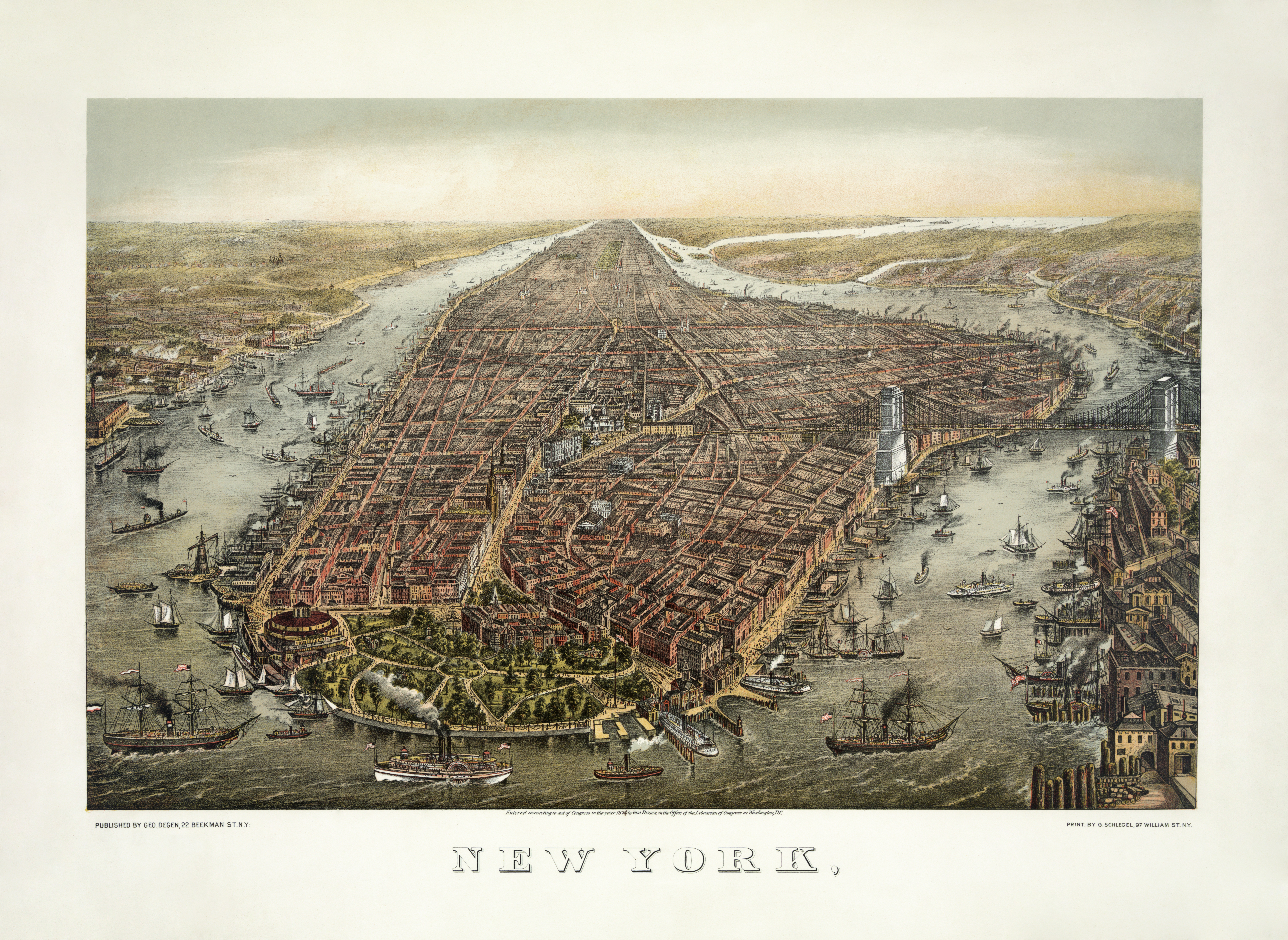
Панорама Мангеттена з висоти пташиного польоту (1873)

Після проголошення незалежності місто стало першою (тимчасовою) столицею США та зберігало цей статус до 1790 року.
Наприкінці XIX століття за кілька етапів до Нью-Йорку були приєднані частини території округу Вестчестер на материку, які утворили боро Бронкс.
У1895 року острів Мангеттен для поліпшення судноплавних можливостей річки Гарлем у північній частині був перерізаний каналом, у результаті чого від острова був відділений водою невеликий район Марбл-Гілл (англ. Marble Hill).
1898 року було утворено місто Нью-Йорк у складі п'яти боро, у тому числі Мангеттен і Бронкс, що складали разом один округ Нью-Йорка (у складі штату Нью-Йорк).

### Мангеттен після 1898 року

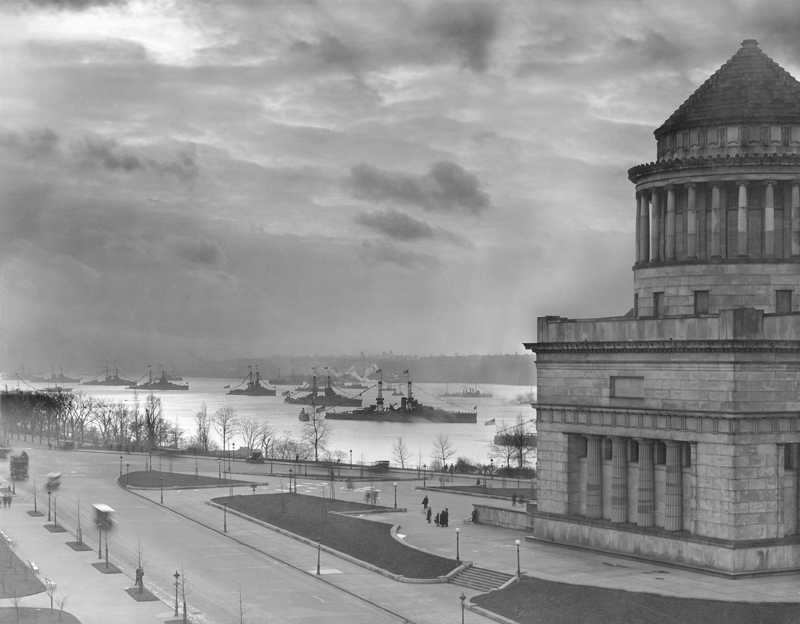
Фото часів Першої світової війни: військові кораблі проходять повз мавзолей Гранту.

З 1914 року Бронкс став самостійним округом, а округ Нью-Йорк зараз обіймає ту саму територію, що й при його створенні в XIX столітті (тобто тільки Мангеттен).
1914 року протоку, що відокремлює Марбл-Гілл від материка, було засипано, і район, що юридично належить Мангеттену, виявився фізично поєднаний з Бронксом. 1939 року було винесено судове рішення, за яким Марбл-Гілл залишився у складі Мангеттена. Це рішення очільник Бронкса Джеймс Лайонс (англ. James J. Lyons) назвав Бронкськими Судетами, за аналогією до анексії Судетської області Чехословаччини гітлерівською Німеччиною, що сталася роком раніше.
З другої половини 1960-х і протягом 1970-х середній клас Мангеттена почав переїздити в передмістя. Але в 1980-ті ця тенденція змінилася інтересом населення до задоволень і строкатому стилю міського життя, який пропонує сучасний Мангеттен.

### Мангеттен у XXI столітті

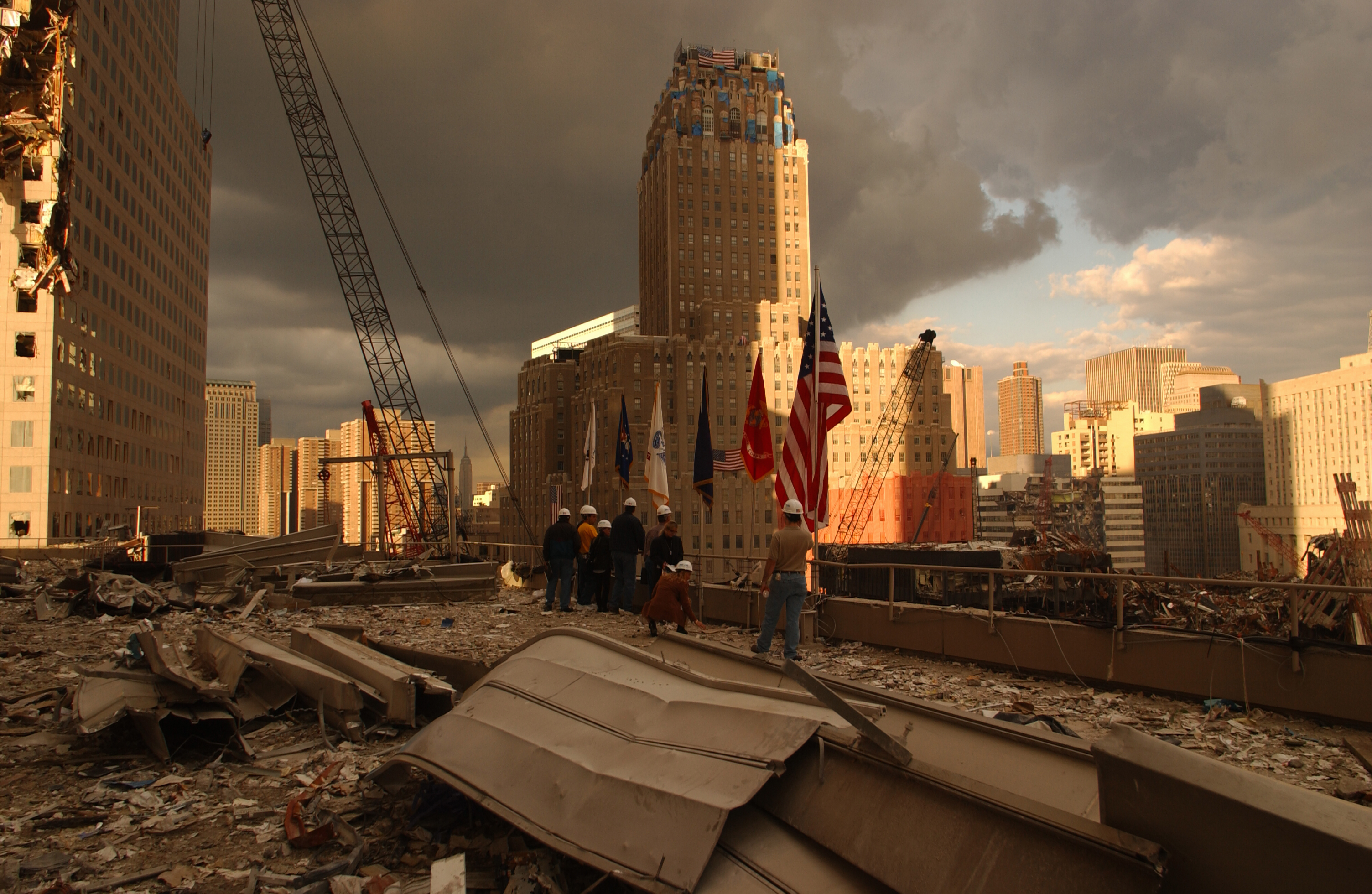
Наслідки теракту

Глибокі сліди в житті Мангеттена залишили терористичні акти 11 вересня 2001 року, які призвели до руйнування башт-близнюків Всесвітнього торгового центру та загибелі 2 606 осіб. З 2001 року Нижній Мангеттен загалом було відбудовано, на місці терористичного акту, відомого як Граунд-Зіро, було споруджено новий Всесвітній торговий центр. Його головна вежа — Всесвітній торговий центр 1 — стала найвищим хмарочосом Нью-Йорка й США. На згадку про трагічні події 2001 року тут також було створено Національний меморіал та музей 11 вересня.
Увагу світових медій та громадськості викликала акція Захопи Волл-стріт, що проходила 2011 року. Тривале захоплення вулиці Волл-стріт на Мангеттені мало на меті привернути суспільну увагу до зловживань та злочинів фінансової еліти та закликати до структурних змін в економіці.
Великих збитків завдав Мангеттену Ураган «Сенді» з рекордним штормовим припливом, який лютував з 29 по 31 жовтня 2012 року. Від урагану потерпіли сотні тисяч мешканців Мангеттена та всього Нью-Йорка, зокрема вперше за 108 років був затоплений Нью-Йоркський метрополітен. Ураган Сенді спонукав громадськість до дискусій про доцільність побудови перед Мангеттеном захисних дамб та інших інженерних споруд з метою мінімізації наслідків від подібних стихійних лих.

## Демографія
За даними перепису 2000 року загальне населення округу становило 1537195 осіб, усе міське. Серед мешканців округу чоловіків було 729534, а жінок — 807661. В окрузі було 738644 домогосподарства, 301970 родин, які мешкали в 798144 будинках. Середній розмір родини становив 2,99.
Віковий розподіл населення поданий у таблиці:
| Стать    | До 15 років | 15-21 | 22-29  | 30-39  | 40-49  | 50-65  | 65-85 | Понад 85 |
| -------- | ----------- | ----- | ------ | ------ | ------ | ------ | ----- | -------- |
| Чоловіки | 111337      | 55823 | 115761 | 153463 | 110735 | 109365 | 66064 | 6986     |
| Жінки    | 107357      | 59656 | 132183 | 148918 | 114569 | 131252 | 95125 | 18601    |

## Міське управління та округи

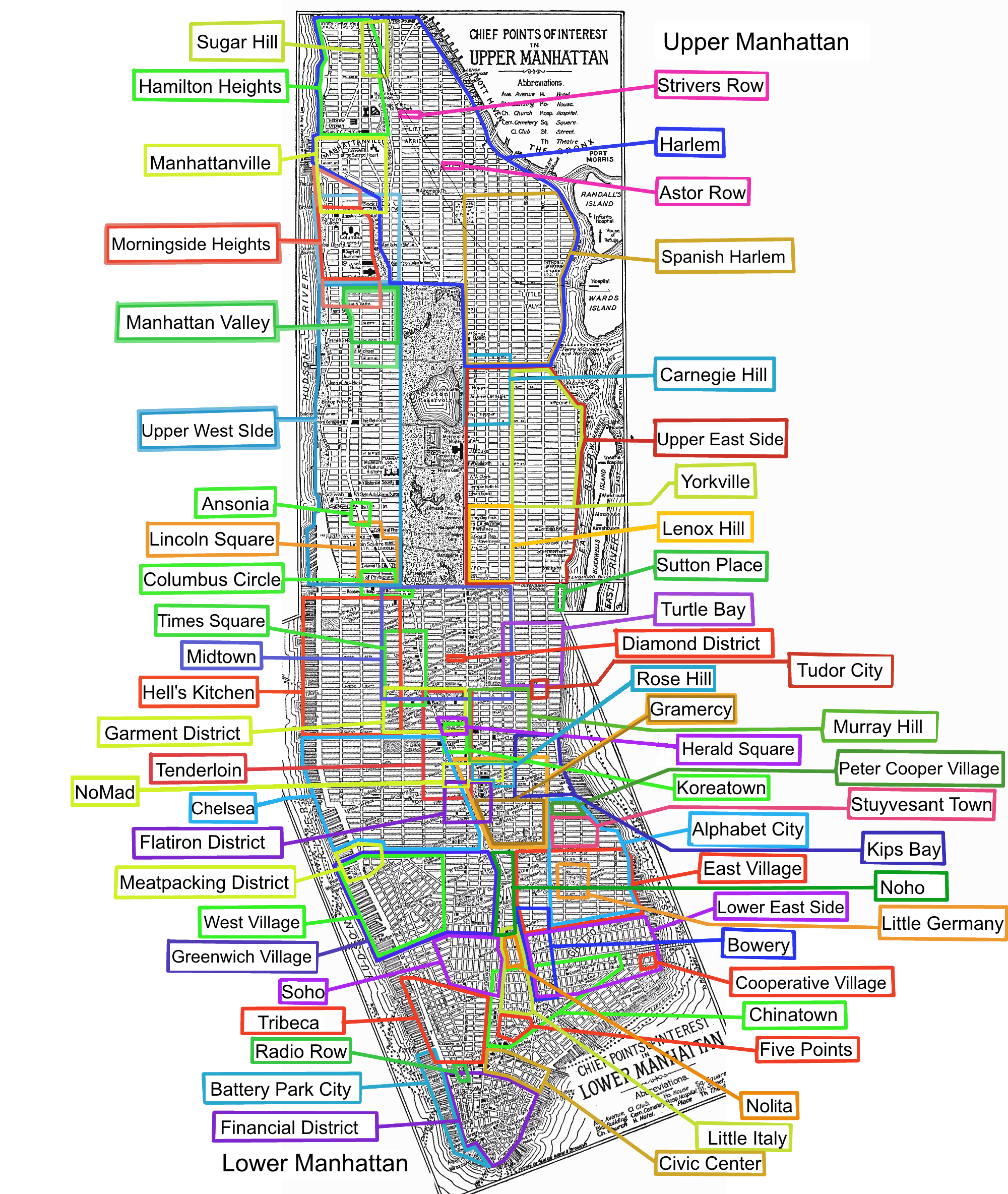
Райони Мангеттена

Межі боро Мангеттен (англ. The Borough of Manhattan — адміністративної одиниці міста Нью-Йорк) та округу Нью-Йорк (англ. New York County — адміністративної одиниці штату Нью-Йорк) збігаються. Однак перший є адміністративною одиницею міста, а другий — штату. Відповідно, функції місцевого самоврядування, що закріплені за штатом, виконують служби округу Нью-Йорк. Функції місцевого самоврядування, що закріплені за містом, виконують служби боро.
Територія Мангеттена входить до юрисдикції 12 громадських рад (англ. Community Board). Члени кожної громадської ради затверджуються президентом боро. До кожної ради входить 50 осіб, які не отримують заробітної плати за членство. Члени громадських рад мають право звертатися до міської ради з різними питаннями, що стосуються життя округу. Хоча вони й не мають права вимагати задоволення своїх запитів, ці запити розглядаються і, зазвичай, задовольняються.
У кожному окрузі є дрібніші адміністративні утворення — райони, квартали або «сусідства» (англ. neighbourhoods). Райони не мають адміністративного статусу. Марбл-Гілл, єдиний з районів Мангеттена, що знаходиться на материку, входить до складу 8-го округу Бронкса.

## Визначні місця
- Собор Святого Патрика (англ. St. Patrick's Cathedral)
- Американський природознавчий музей (англ. American Museum of Natural History)
- Бруклінський міст (англ. Brooklyn Bridge)
- Бродвей (англ. Broadway)
- Центральний вокзал (англ. Grand Central Terminal)
- Таймс-сквер (англ. Times Square)
- Юніон-сквер (англ. Union Square)
- П'ята авеню (англ. Fifth Avenue) — центральна вулиця Мангеттена
- Мангеттенський міст (англ. Manhattan Bridge)
- Музей сучасного мистецтва (англ. Museum of Modern Art (MoMA))
- Нью-Йоркська публічна бібліотека (англ. New York Public Library)
- Морганівська бібліотека і музей (англ. Morgan Library & Museum)
- Центральний парк (англ. Central Park)
- Штаб-квартира ООН (англ. United Nations Headquarters)
- Медісон-сквер-ґарден (англ. Madison Square Garden)
- Карнеґі-хол (англ. Carnegie Hall)
- Лінкольн-центр з театром Метрополітен-опера
- Рокфеллерський центр (англ. Rockefeller Center)
- Всесвітній торговий центр 1 (англ. One World Trade Center) — найвищий хмарочос США
- Емпайр-Стейт-Білдінг (англ. Empire State Building)
- Крайслер Білдінг (англ. Chrysler Building)
- хмарочос «Праска» (англ. Flatiron Building)
- Центр Тайм-Ворнер (англ. Time Warner Center)
- Український квартал "Іст-Вілидж" (англ. Ukrainian East Village)

## Персоналії
- Елеонора Рузвельт (1884—1962) — американська дипломатка, журналістка, письменниця, антивоєнна активістка та феміністка. Перша леді США (1933—1945)
- Рауль Волш (1887—1980) — американський кінорежисер, актор, сценарист, продюсер
- Джордж Волш (1889—1981) — американський актор
- Едді Кантор (1892—1964) — американський комедійний актор, танцюрист, співак і автор пісень
- Джеймс Кегні (1899—1986) — американський актор
- Джоан Блонделл (1906—1979) — американська актриса
- Стенлі Крамер (1913—2001) — американський кінорежисер та продюсер
- Ред Баттонс (1919—2006) — американський актор і комік
- Лі Грант (* 1925) — американська акторка
- Пітер Фальк (1927—2011) — американський актор
- Джо Спінелл (1936—1989) — американський актор
- Джулія Луї-Дрейфус (* 1961) — американська акторка
- Роберт Дауні (молодший) (* 1965) — американський актор, продюсер і музикант
- Скарлетт Йоганссон (* 1984) — американська акторка, співачка, модель та політик данського походження.

## Суміжні округи
- Берген — захід / північний захід
- Гудзон — захід / південний захід
- Bronx County (Бронкс) — північ / північний схід
- Queens County (Квінз) — схід
- Kings County (Бруклін) — південь / південний схід
- Richmond County (Стейтен-Айленд) — південний захід